# Purim

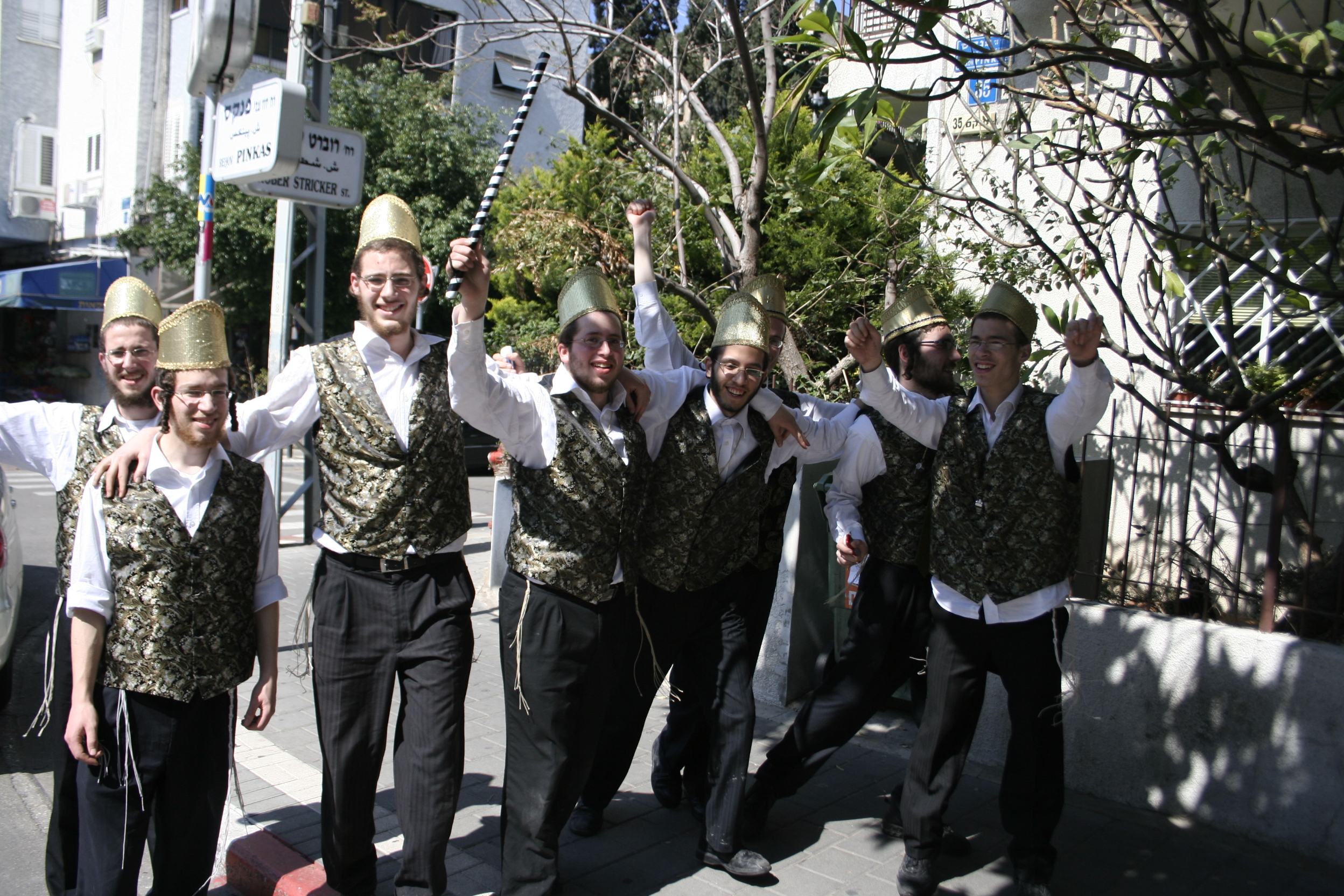
Trai làng người Do Thái hóa trang và đi xin tiền lì xì để gây quỹ giúp đỡ cộng đồng trong xóm đạo

Phú-Rim hay Phu-Rim (tiếng Anh: Purim) (tiếng Hebrew: פּוּרִים là ngày lễ Do Thái Giáo của người Do Thái để tưởng nhớ sự cứu chuộc của Thiên Chúa cho dân tộc Do Thái sinh sống ở xứ sở Ba Tư tránh khỏi nạn diệt chủng do Haman lập mưu bày kế hoạch. Sự kiện này xảy ra ở Vương quốc Ba Tư dưới thời cai trị của Nhà Achaemenes
Theo Kinh Thánh Do Thái Sách Esther, Haman, tể tướng hoàng gia hầu cận vua Ahasuerus (được cho là Xerxes I của Ba Tư ), lên kế hoạch để giết tất cả những người Do Thái đang sinh sống ở xứ sở Ba Tư, nhưng kế hoạch bị thất bại vì sự cản trở của Mordecai, anh em và con gái nuôi Esther, người đã trở thành Nữ hoàng của xứ sở Ba Tư. Ngày giải phóng dân tộc đã trở thành một ngày nhậu nhẹt ăn uống tiệc tùng vui sướng.

## Phong tục tập quán

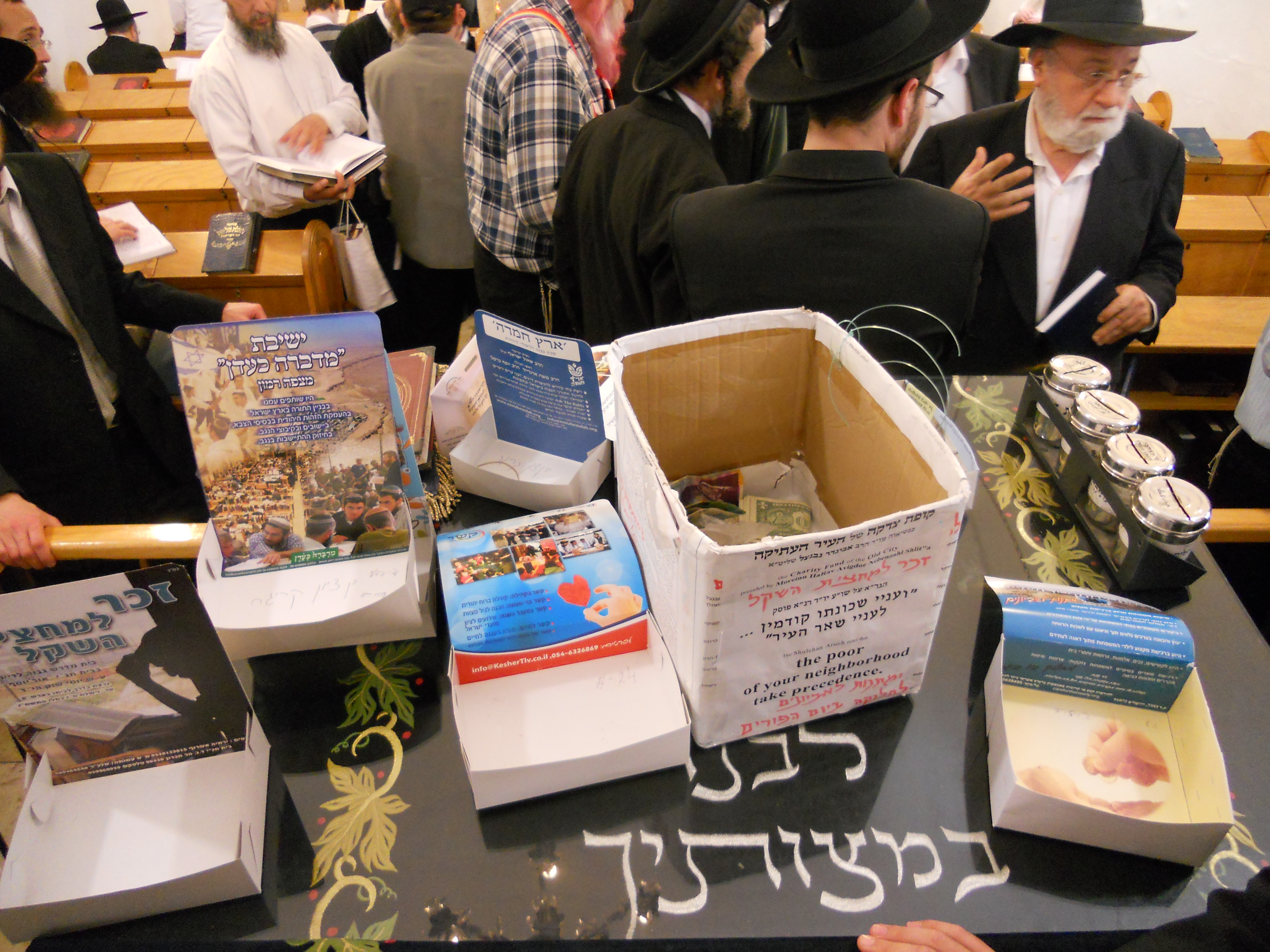
Những chiếc hộp đựng tiền lì xì để gây quỹ giúp đỡ những người nghèo khó thiếu thốn trong xóm đạo và những sinh hoạt tôn giáo

Dựa vào những ghi chép trong Kinh Thánh Do Thái (Esther 9:22): "[...] họ phải tổ chức những ngày ấy thành những ngày ăn mừng và sung sướng, tặng thức ăn thức uống cho nhau và giúp đỡ người nghèo khó." Tết Phú Rim được tổ chức trong cộng đồng Do Thái và có những hoạt động sinh hoạt như sau:
- Biếu quà các thức ăn thức uống cho nhau gọi là mishloach manot.
- Cho tiền lì xì cho người nghèo khó còn gọi là mattanot la-evyonim [4][5][6]
- Ăn uống
- Đọc kinh thánh phần megillah trong Hội đường Do Thái giáo
- Đọc kinh hằng ngày và đọc kinh sau khi ăn uống

Được phép uống rượu vang Kosher Do Thái và thức uống đạt tiêu chuẩn Kosher của người Do Thái, diễu hành ngoài đường phố, hóa trang.
Tết Phú Rim được tổ chức hàng năm theo lịch Do Thái Giáo vào ngày thứ 14 của tháng Adar (và Adar II trong năm nhuận theo lịch Do Thái Giáo xảy ra mỗi 2-3 năm).
Người Do Thái làm bánh cookie Hamantash hay còn gọi là Hamantaschen trong ngày Tết Phú Rim.

#### Đọc kinh cầu nguyện trước khi đọc sách kinh thánh phần Megillah
Trước khi đọc sách kinh thánh phần Megillah trong ngày tết Phú Rim vào buổi tối và buổi sáng, những ai đọc kinh thánh phần Megillah phải đọc ba kinh phước lành. Và sau khi kết thúc thì những người tham gia buổi cầu nguyện trong hội đường cùng nhau đáp Amen אָמֵן sau khi đọc xong một kinh phước lành. Vào buổi sáng giờ kinh thánh phần Megillah những người tham gia buổi cầu nguyện trong hội đường nên biết rằng kinh phước lành thứ ba áp dụng cho việc tuân giữ tôn giáo khác trong ngày cũng như việc đọc kinh thánh phần Megillah:
| Tiếng Do Thái Hebrew                                                 | Tiếng Anh | Tiếng Việt |
| -------------------------------------------------------------------- | --- | --- |
| ברוך אתה יהוה אלהינו מלך העולם אשר קדשנו במצותיו וצונו על מקרא מגלה  | Blessed are You, Hashem, our God, King of the universe, Who has sanctified us with His commandments and has commanded us regarding the reading of the Megillah. | Hồng ân Thiên Chúa, Hashem, Thiên Chúa của chúng con, Đức Vua của cả vũ trụ, Ngài đã thánh hóa chúng ta với điều răn của Ngài và ra lệnh cho chúng con đọc Megillah.  |
| ברוך אתה יהוה אלהינו מלך העולם שעשה נסים לאבותינו בימים ההם בזמן הזה | Blessed are You, Hashem, our God, King of the universe, Who has wrought miracles for our forefathers, in those days at this season.                             | Hồng ân Thiên Chúa, Hashem, Thiên Chúa của chúng con, Đức Vua của cả vũ trụ, Ngài đã rèn phép lạ cho cha ông chúng con, trong những ngày trong mùa này.               |
| ברוך אתה יהוה אלהינו מלך העולם שהחינו וקימנו והגיענו לזמן הזה        | Blessed are You, Hashem, our God, King of the universe, Who has kept us alive, sustained us and brought us to this season.                                      | Hồng ân Thiên Chúa, Hashem, Thiên Chúa của chúng con, Đức Vua của cả vũ trụ, Ngài đã giữ cho chúng con tồn tại, nâng đỡ chúng con và đưa chúng con đến trong mùa này. |

- Hashem là một trong những tên gọi của Thiên Chúa.

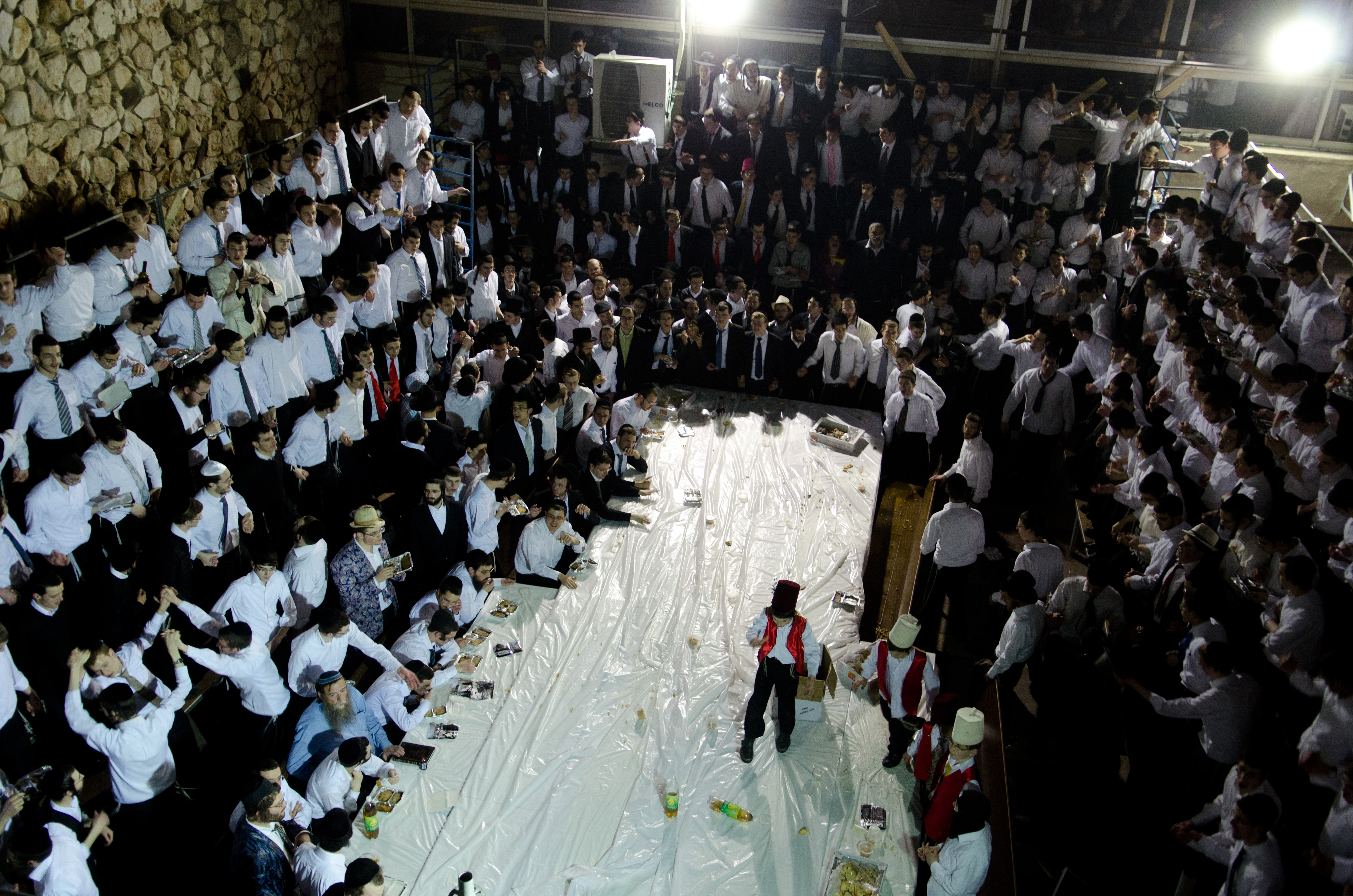
Người Do Thái ca hát nhảy múa ở hội đường trong ngày Tết Phú Rim

#### Đọc kinh cầu nguyện ngâm vịnh sau khi đọc xong kinh thánh phần Megillah
Sau khi đọc xong kinh thánh phần Megillah, mỗi thành viên trong hội đường đọc phần kinh này như sau. Kinh cầu nguyện này không được đọc trừ khi có 10 người Do Thái minyan có mặt cho buổi đọc kinh thánh phần Megillah:
| Tiếng Do Thái Hebrew | Tiếng Anh | Tiếng Việt |
| --- | --- | --- |
| ברוך אתה יהוה אלהינו מלך העולם האל הרב את ריבנו והדן את דיננו והנוקם את נקמתינו והמשלם גמול לכל איבי נפשנו והנפרע לנו מצרינו ברוך אתה יהוה הנפרע לעמו ישראל מכל צריהם האל המושיע | Blessed are You, Hashem, our God, King of the Universe, (the God) Who takes up our grievance, judges our claim, avenges our wrong; Who brings just retribution upon all enemies of our soul and exacts vengeance for us from our foes. Blessed are You Hashem, Who exacts vengeance for His people Israel from all their foes, the God Who brings salvation. | Hồng ân Thiên Chúa, Hashem, Thiên Chúa của chúng con, Đức Vua của cả vũ trụ, Ngài lắng nghe lời than trách của chúng con, xét đoán lời cầu xin của chúng con, trả thù sự sai lầm của chúng con; Ngài chỉ mang sự báo thù trừng phạt lên tất cả các kẻ thù của linh hồn chúng con và mang sự trả thù cho chúng con từ những kẻ thù của dân tộc chúng con. Hồng ân Thiên Chúa Hashem, Ngài mang sự báo thù cho dân Ngài Israel từ tất cả các kẻ thù của chúng con, Thiên Chúa Đấng mang ơn cứu độ. |

Sau khi đọc kinh thánh phần Megillah vào buổi tối có hai đoạn văn phải đọc:

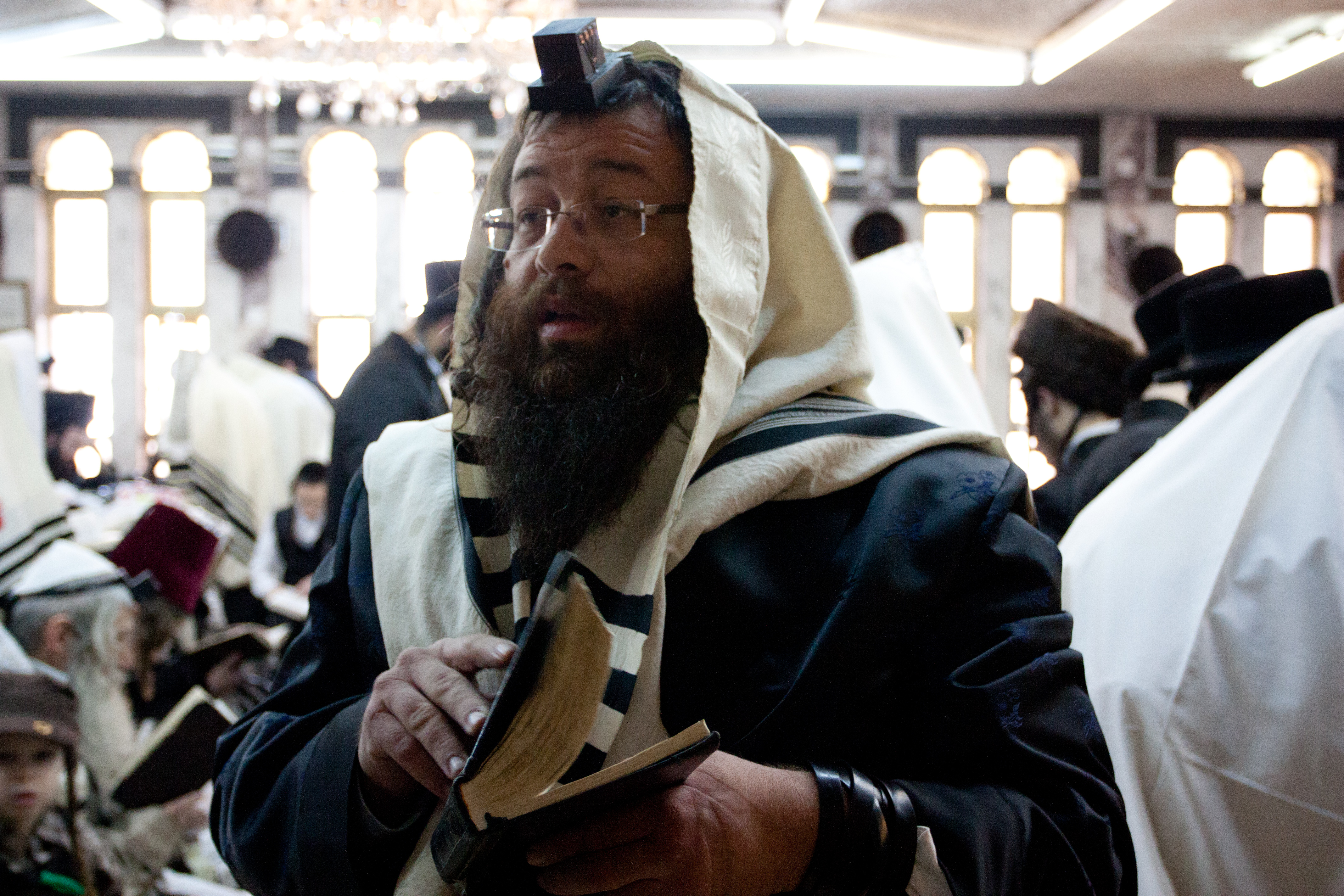
Người Do Thái đọc kinh trong ngày Tết Phú Rim

Đầu tiên là một bài thơ tên bắt đầu với mỗi chữ cái của bảng chữ cái Hebrew, bắt đầu với "Ai đã làm thất bại (... אשר הניא) lời khuyên của các quốc gia và bãi bỏ các luật sư của quỷ quyệt. Khi một người đàn ông độc ác đứng lên chống lại chúng tôi (... בקום עלינו), một chi tộc cùng nhánh với dòng giống ác ôn độc ác của con cháu Amalek... "và kết thúc với" Hoa hồng của Jacob (ששנת יעקב) đã vui vẻ và hân hoan, khi họ cùng nhau trông thấy Mordechai mặc áo vàng cam trong bộ y phục hoàng gia màu xanh lam. Ngài đã cứu rỗi họ đời đời (תשועתם היית לנצח), và hy vọng của họ trong suốt nhiều thế hệ. "
Việc thứ hai là đọc vào ban đêm, nhưng sau buổi đọc kinh thánh phần Megillah vào buổi sáng thì chỉ phần này:

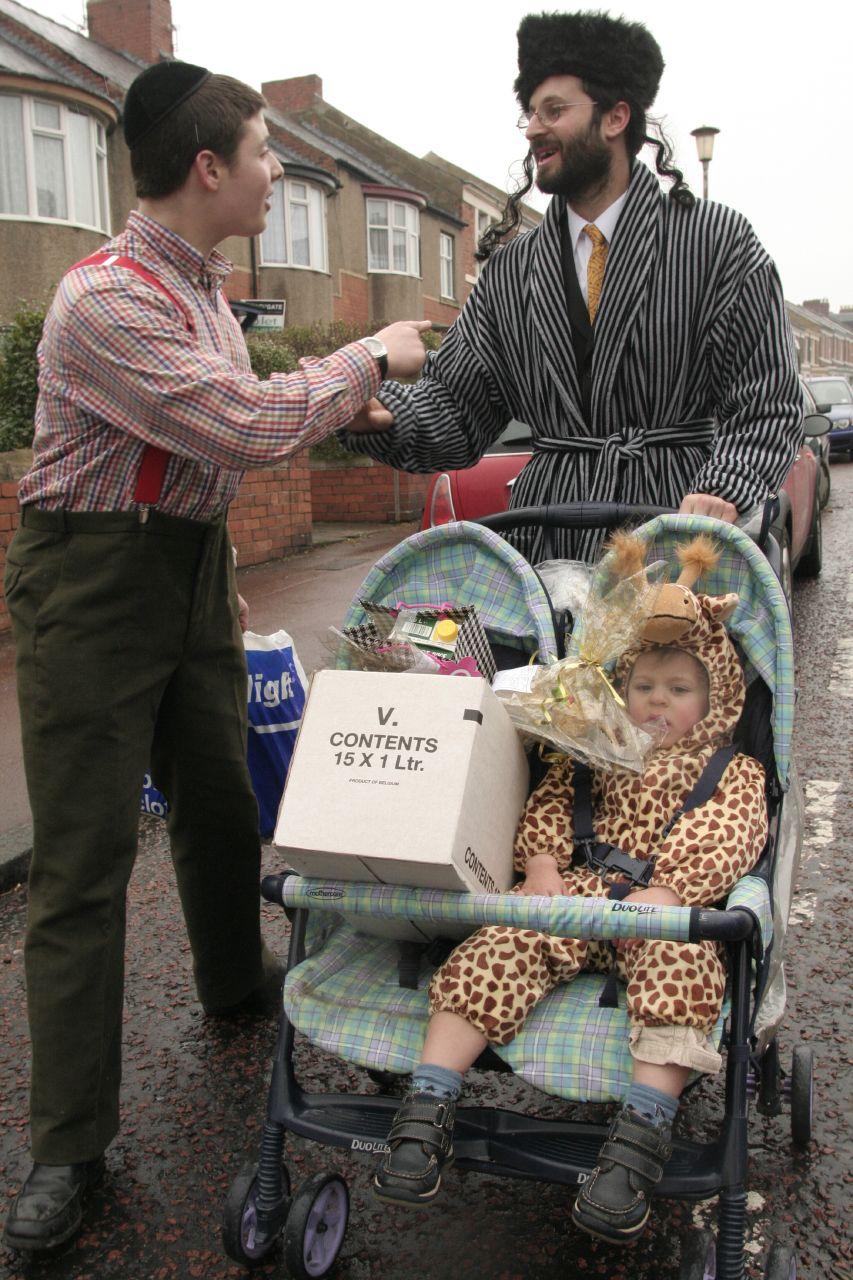
Người Do Thái chào hỏi nhau trong ngày Tết Phú Rim

Hoa hồng của Jacob đã vui vẻ và hân hoan, khi họ cùng nhau trông thấy Mordechai mặc áo vàng cam trong bộ y phục hoàng gia màu xanh lam. Ngài đã cứu rỗi họ đời đời, và hy vọng của họ trong suốt nhiều thế hệ.
Buổi tối và buổi sáng thì đọc:
| Tiếng Do Thái Hebrew | Tiếng Anh | Tiếng Việt |
| --- | --- | --- |
| שושנת יעקב צהלה ושמחה בראותם יחד תכלת מרדכי. תשועתם היית לנצח ותקותם בכל דור ודור. להודיע שכל קויך לא יבשו ולא יכלמו לנצח כל החוסים בך. ארור המן אשר בקש לאבדי ברוך מרדכי היהודי. ארורה זרש אשת מפחידי ברוכה אסתר בעדי וגם חרבונה זכור לטוב | To make known that all who hope in You will not be shamed (להודיע שכל קויך לא יבשו); nor ever be humiliated, those taking refuge in You. Accursed be Haman who sought to destroy me, blessed be Mordechai the Yehudi. Accursed be Zeresh the wife of my terrorizer, blessed be Esther who sacrificed for me - and Charvonah, too, be remembered for good (וגם חרבונה זכור לטוב) [for suggesting to the King that Haman be hanged on the gallows (Esther 7:9).] | Để cho bạn được biết rằng tất cả những ai đã hy vọng vào bạn sẽ không phải hổ thẹn (להודיע שכל קויך לא יבשו); cũng không bao giờ bị làm nhục, những người nương tựa nơi bạn. Nguyền rủa Haman kẻ tìm cách tiêu diệt tôi, ơn phước cho Mordechai người Do Thái.Nguyền rủa Zeresh vợ của kẻ tạo ra sự kinh hoàng của tôi, ơn phước cho Esther người đã hy sinh cho tôi - và cả Charvonah, được nhắc đến cho công đức (וגם חרבונה זכור לטוב) [gợi ý nhà vua Haman bị treo cổ trên giàn (Esther 7:9).] |

## Ẩm thực truyền thống

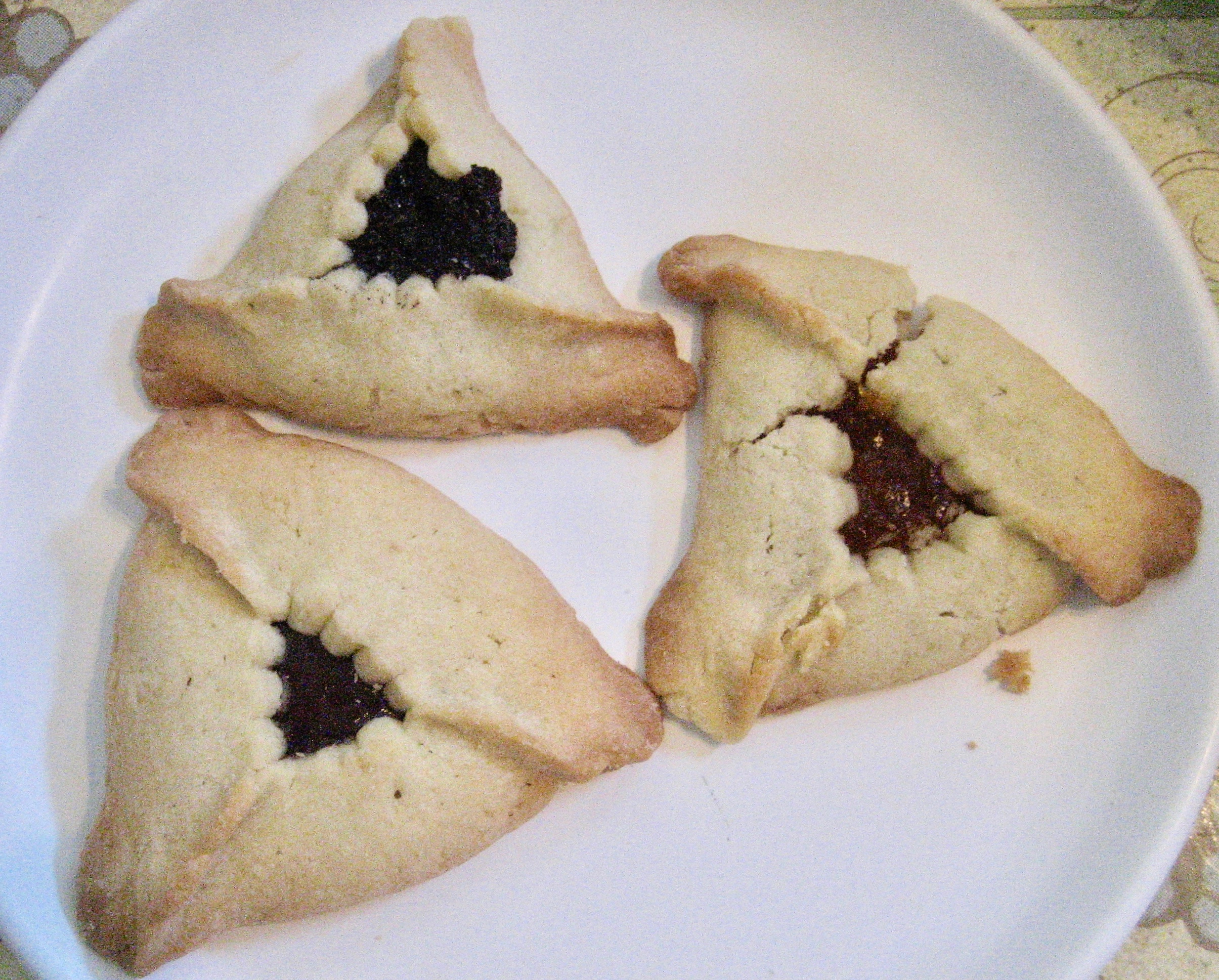
Bánh Hamantashen hai cái tai của Haman một món bánh ngọt truyền thống của người Do Thái trong ngày Tết Phú Rim

Vào ngày Tết Phú Rim, người Do Thái ăn bánh Hamantaschen có khối hình học tam giác 3 góc cạnh hơi bầu tròn. Hamantaschen có nghĩa là cái túi của Haman hay Oznei Haman có nghĩa là hai cái tai của Haman. Nguyên liệu để làm bánh Hamantaschen bao gồm bột mì, bột nở, trứng gà, sữa, sữa hạnh nhân, vani, bơ, bơ thực vật, đường ăn trắng, muối, trái chanh. Người Do Thái nhào bột, bỏ nhân ở giữa, rồi gấp những cánh rìa bột làm cho chiếc bánh thành hình tam giác. Bánh Hamantaschen rất là phong phú đa dạng vì có nhiều loại nhân. Nhân hạt cây anh túc (cổ nhất và truyền thống nhất), mận mơ, đậu phộng, chà là, trái mơ, dâu rừng, nho khô, táo, mứt trái cây, anh đào, trái sung, Sô-cô-la, dulce de leche, halva, nước caramel, phó mát. Có loại mềm và có loại cứng.
Hạt và đậu cũng được tiêu thụ trong ngày Tết Phú Rim. Sách Kinh Thánh Do Thái Talmud nói rằng Hoàng Hậu Esther chỉ ăn những đồ ăn trong lâu đài của vua Ahasuerus. Và cô ấy không có cơ hội ăn thực phẩm Kosher.

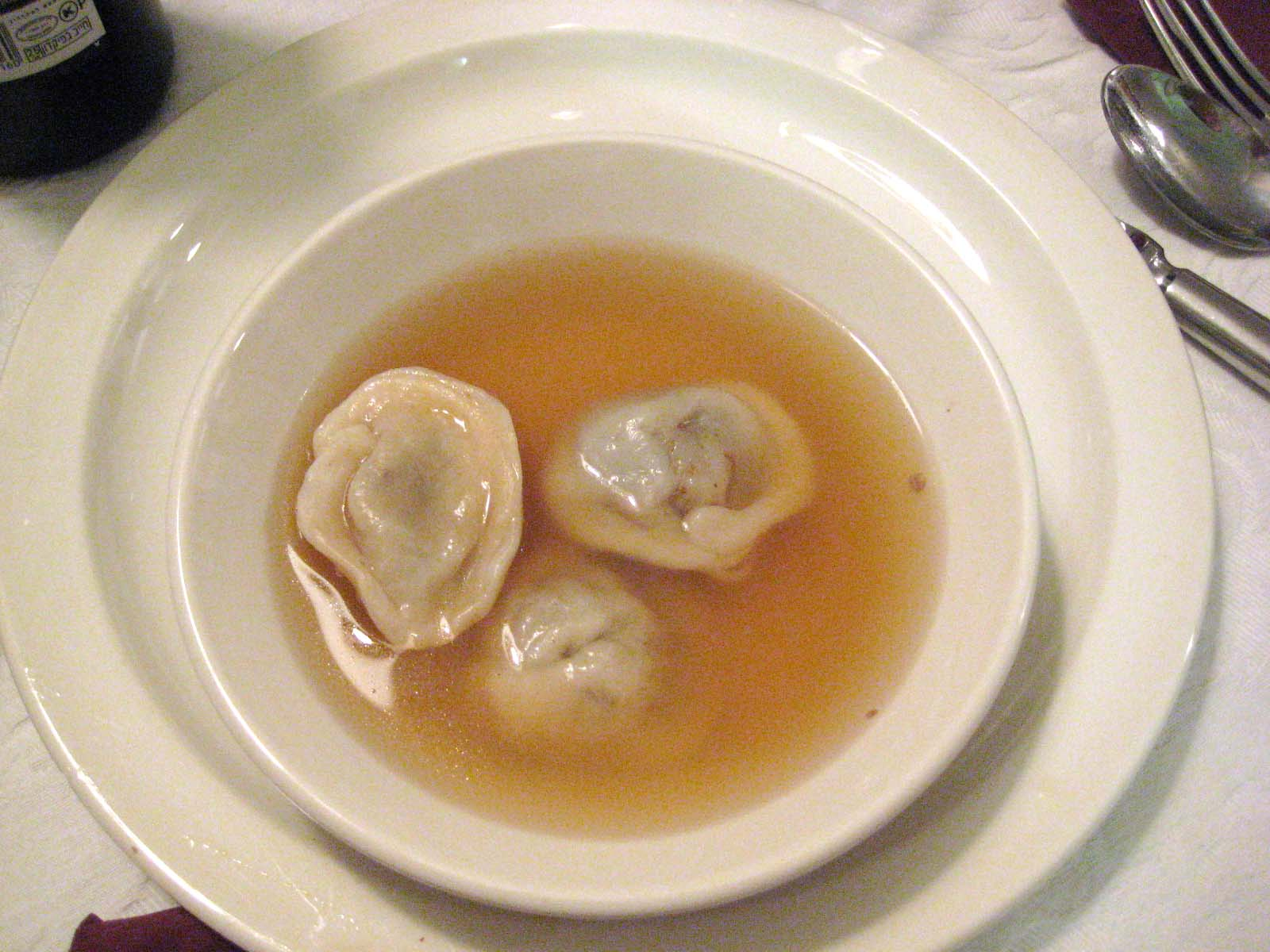
Bánh bao Do Thái Kreplach với nước canh trong suốt màu nâu

Kreplach là bánh bao nhỏ của người Do Thái. Bên trong bánh bao Do Thái Kreplach có chứa thịt chín, thịt đã xay nát hoặc khoai tây đã bị dập nát. Thịt được sử dụng là thịt bò, thịt gà, gan động vật. Nhưng không có thịt heo vì người Do Thái không ăn thịt lợn dựa theo luật pháp ăn uống Kosher Do Thái Giáo. Vỏ bề ngoài được làm từ bột mì và trứng. Bánh bao Do Thái Kreplach được đặt vào tô hoặc đĩa và ăn với nước canh. Nhân bên trong bánh bao Do Thái Kreplach mang một ý nghĩa "ẩn dấu" theo góc nhìn tôn giáo của người Do Thái bởi vì sách Esther là quyển sách duy nhất trong Kinh Thánh Do Thái Giáo không nhắc tới một từ nào tới Thiên Chúa, vì Thiên Chúa ẩn dấu và đứng sau hậu trường.

## Xóa sổ tên của Haman

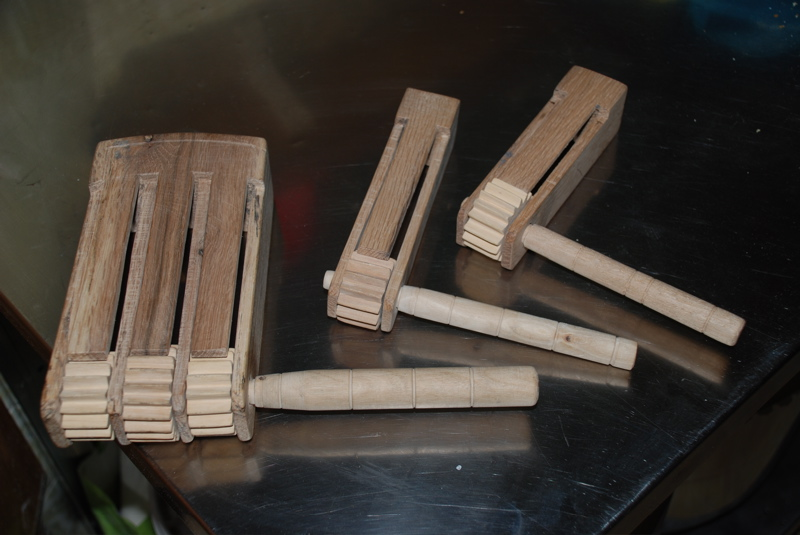
Cái lục lặc của người Do Thái

Khi mà tên của Haman được đọc lớn trong buổi đọc kinh cầu nguyện trong hội đường, xảy ra 54 lần. Các thành viên trong hội đường phải tạo ra tiếng ồn để xóa sổ tên của Haman. Phong tục này có từ thời Trung Cổ khi người Do Thái sinh sống ở Pháp và Đức vào thế kỷ 13. Dựa theo lời giải thích trong Kinh Thánh Do Thái phần Midrash "Phải xóa bỏ những kỷ niệm về chủng tộc Amalek" (Deuteronomy 25:19) người Do Thái sử dụng đá hoặc gỗ để tạo tiếng ồn để xóa sổ tên của Haman. Người Do Thái dùng hai hòn đá, hai cục gỗ, và có người viết tên của Haman lên đế giày. Khi mà nghe tên của Haman thì dậm chân xuống đất tỏ sự khinh thường khinh bỉ. Một phương pháp khác là sử dụng cái lục lạc và lắc, còn có tên gọi là ra'ashan (trong tiếng Do Thái Hebrew ra-ash רעשן nghĩa là tiếng ồn).